# Henk ten Cate
Henk ten Cate (* 9. Dezember 1954 in Amsterdam) ist ein niederländischer Fußballtrainer.

## Spielerlaufbahn
Henk ten Cate spielte zu Beginn seiner Karriere bei Vitesse Arnheim, PFC Rheden und Go Ahead Eagles Deventer. 1980 wechselte er für ein Jahr in die nordamerikanische Profiliga NASL zu den Edmonton Drillers. Seine weiteren Stationen hießen nochmal Go Ahead Eagles Deventer (1980 bis 1985), Telstar Ijmuiden (1981/82) und SC Heracles Almelo (1985/86).

## Trainerlaufbahn
Nach mehreren Trainerstationen in seinem Heimatland wechselte ten Cate zum deutschen Zweitligisten KFC Uerdingen 05, stieg mit diesem jedoch in die Regionalliga ab. Seine zweite Trainerstation im Ausland hatte er dann beim MTK Budapest, mit dem er 2000 ungarischer Pokalsieger wurde. Nach drei Jahren bei NAC Breda wurde er für drei Jahre Co-Trainer unter Frank Rijkaard beim FC Barcelona. Nach einem Jahr als Trainer bei Ajax Amsterdam wurde ten Cate Co-Trainer beim FC Chelsea unter Avram Grant. Nach der Entlassung Grants wurde ihm zunächst zugesichert, dass dies seine Position nicht gefährden würde. Am 29. Mai 2008 wurde jedoch auch er schließlich entlassen. Seit dem 13. Juni 2008 stand ten Cate beim griechischen Traditionsverein Panathinaikos Athen unter Vertrag. Das Arbeitsverhältnis bei Panathinaikos endete vorzeitig am 8. Dezember 2009. Nach zwei Trainerstationen im arabischen Raum wurde Henk ten Cate am 14. Dezember 2011 neuer Trainer beim chinesischen Fußballklub Shandong Luneng Taishan. 2013 trainierte er Sparta Rotterdam.
Seit 2015 ist ten Cate vornehmlich im arabischen Raum tätig. Ab Dezember 2015 betreute er den al-Jazira Club aus den vereinigten Arabischen Emiraten, mit dem er 2016 den UAE President’s Cup und im folgenden Jahr die Meisterschaft in der UAE Pro League gewann. Als gastgebender Verein nahm der Klub damit an der FIFA-Klub-Weltmeisterschaft 2017 teil, die von ten Cate betreute Mannschaft erreichte nach Erfolgen über den Auckland City FC und die Urawa Red Diamonds das Halbfinale des Wettbewerbs und schied dort trotz 1:0-Halbzeitführung gegen den späteren Titelträger Real Madrid mit einer 1:2-Niederlage aus. Mit einer 1:4-Niederlage gegen CF Pachuca wurde eine Medaille im Spiel um den dritten Platz verpasst. 2018 schied er beim Klub aus dem Amt. Es folgte ein einjähriges Engagement bei al-Wahda als Nachfolger von Laurențiu Reghecampf. Im November 2019 übernahm er den Trainerposten beim Ittihad FC, wurde aber bereits im Februar des folgenden Jahres entlassen. Anschließend kehrte er zu al-Wahda zurück.
Im Mei 2023 wurde Henk Ten Cate vom Surinaamse Voetbal Bond als Co-Trainer von Aron Winter bei der surinamischen Fußballnationalmannschaft angestellt.